# Trapezoideus misellus
Trapezoideus misellus е вид мида от семейство Unionidae.

## Разпространение и местообитание
Видът е разпространен във Виетнам, Индонезия (Калимантан), Камбоджа, Лаос, Малайзия (Западна Малайзия и Саравак), Мианмар и Тайланд.
Обитава сладководни басейни и реки.